# Metropolitana di Monterrey
La metropolitana di Monterrey (indicata anche come Metrorrey) è la più recente Metropolitana del Messico. Il sistema ha tre linee identificate con tre colori.

## Linee
La metropolitana di Monterrey, ufficialmente conosciuta come Metrorrey ha tre linee con 40 stazioni.
- La Linea 1, che ha aperto il 25 aprile 1991 dispone di 19 stazioni, corre attraverso il centro della città da nord-est. La linea è lunga 18,5 chilometri. Il percorso è coperto in circa 27 minuti. La linea 1 è collegata alla linea 2 alla stazione di Cuauhtémoc, situata nel centro della città.
- La linea 2 ha 13 stazioni. Le prime sei stazioni furono inaugurate nel 1994, la linea era lunga 4,5 km e correva in sotterraneo. L'espansione della linea 2 è iniziata nell'agosto 2005. Il primo segmento dell'espansione fu inaugurato nell'ottobre 2007 e furono aggiunte altre tre stazioni. Il secondo segmento dell'espansione fu inaugurato il 1 ottobre 2008 e furono aggiunte altre quattro stazioni.
- La linea 3 attivata il 27 febbraio 2021, ha 8 stazioni.

## Galleria d'immagini

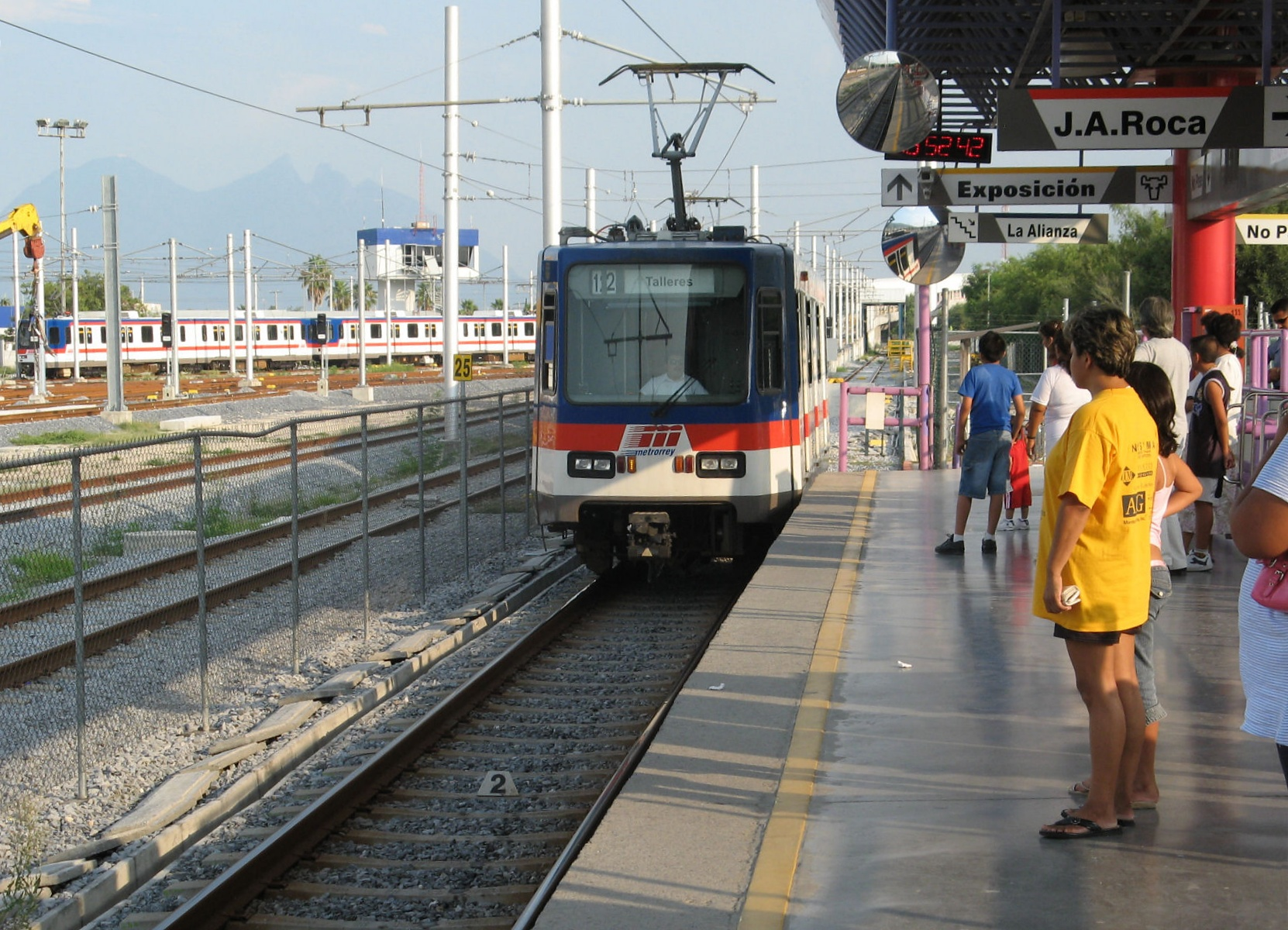
Arrivo del Treno a Talleres Station
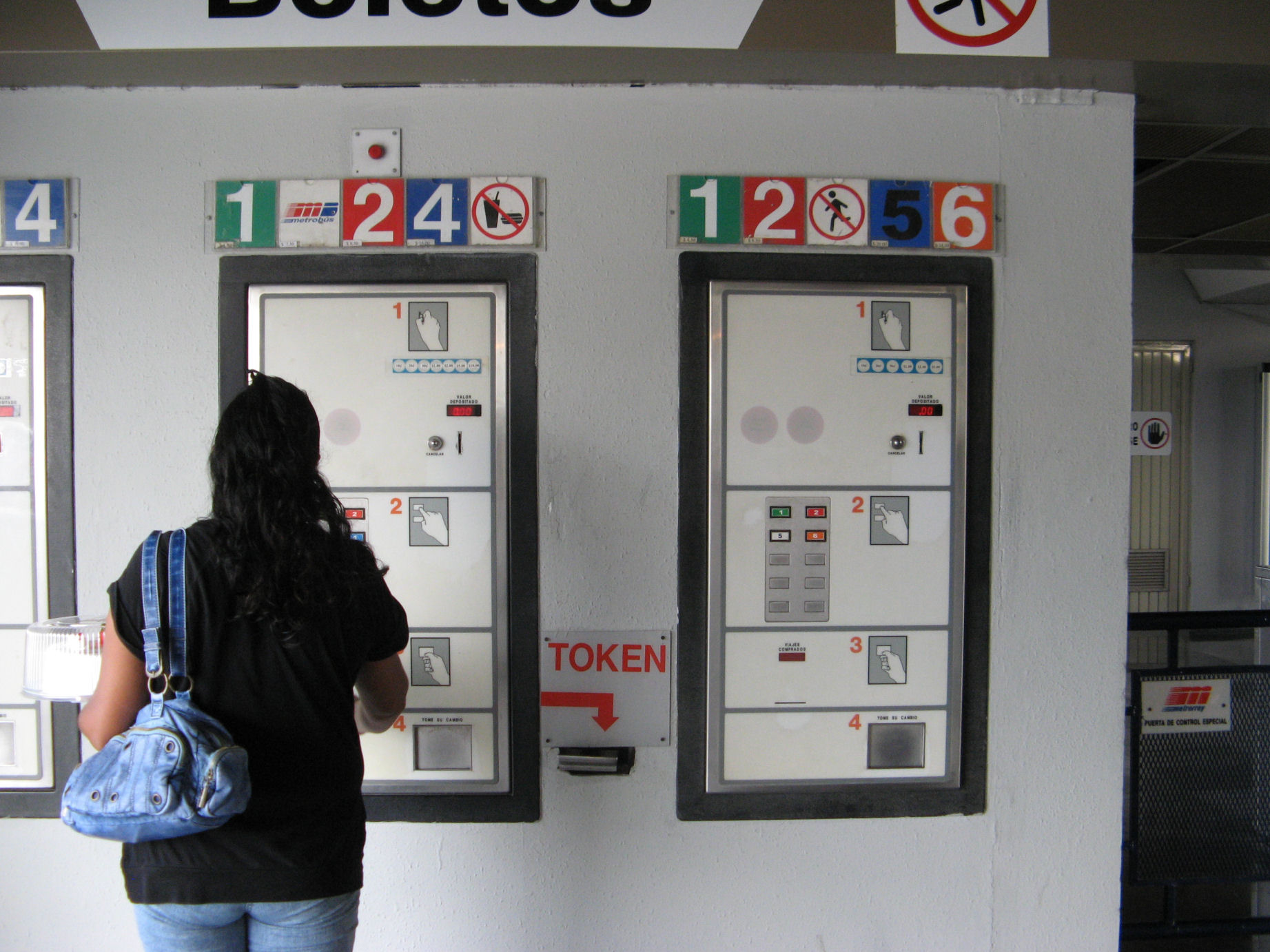
Vendita biglietti
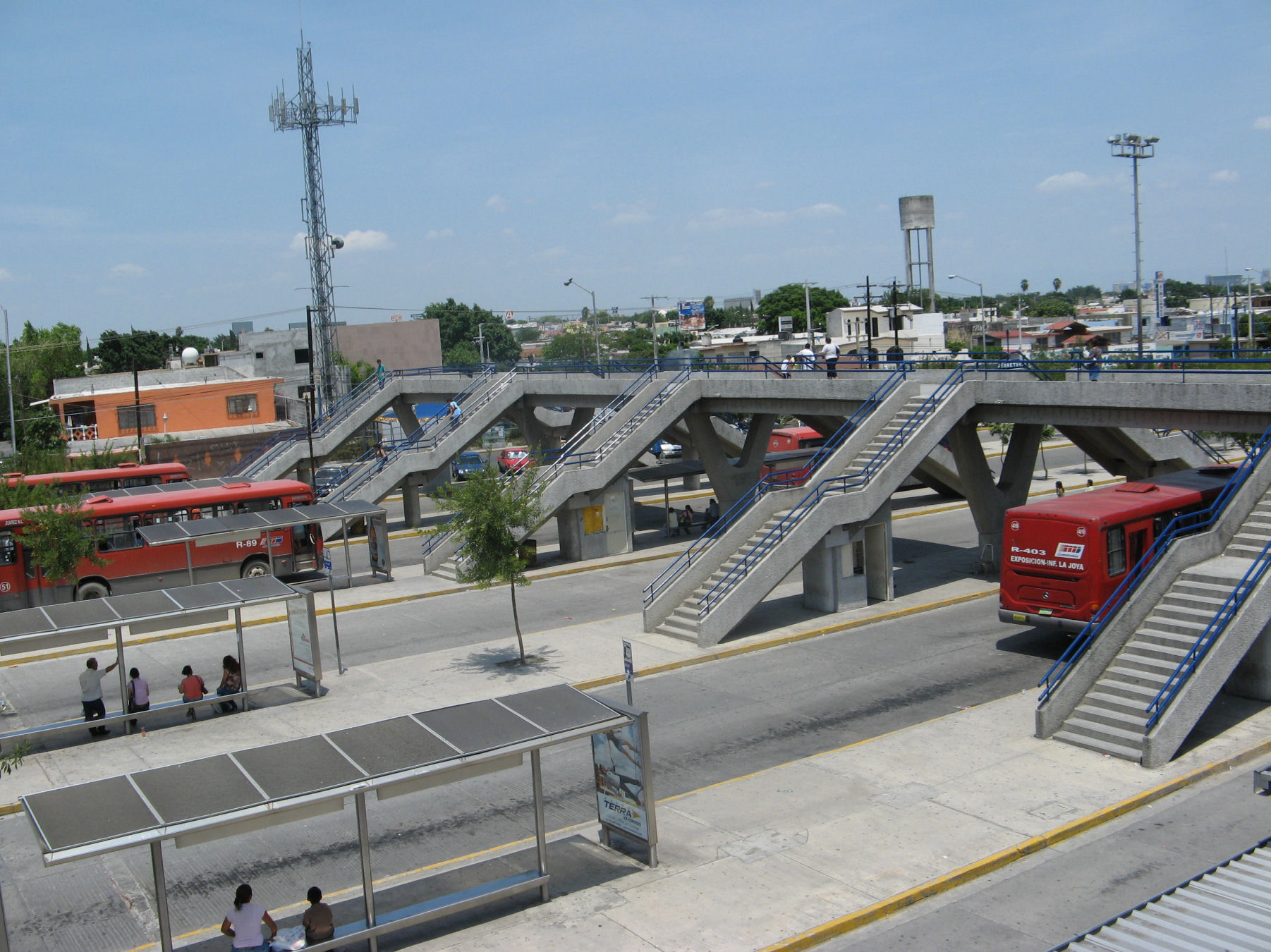
Fermata Metrobus a Exposición Station
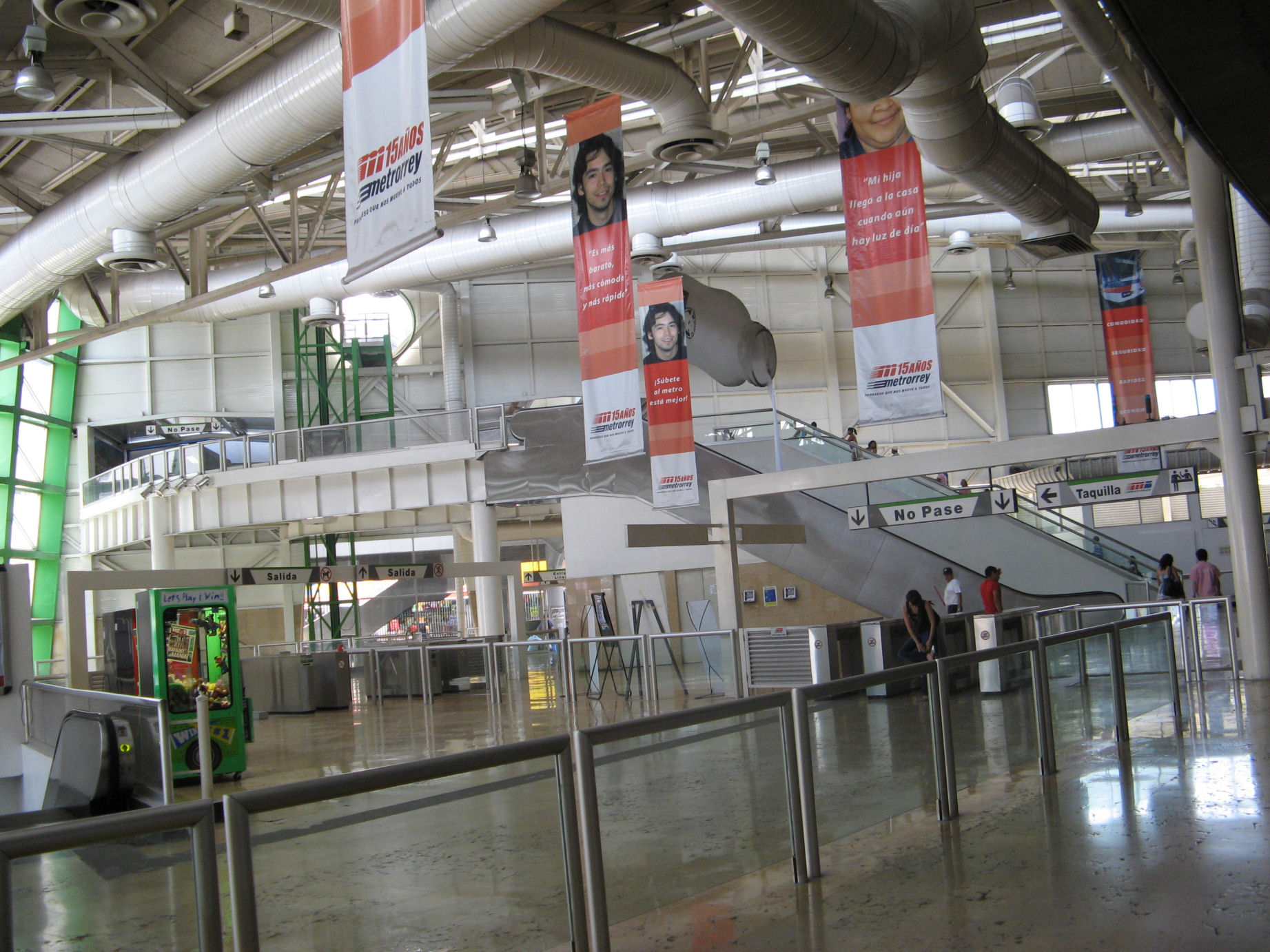
Punto di trasferimento a Cuauthemoc Station
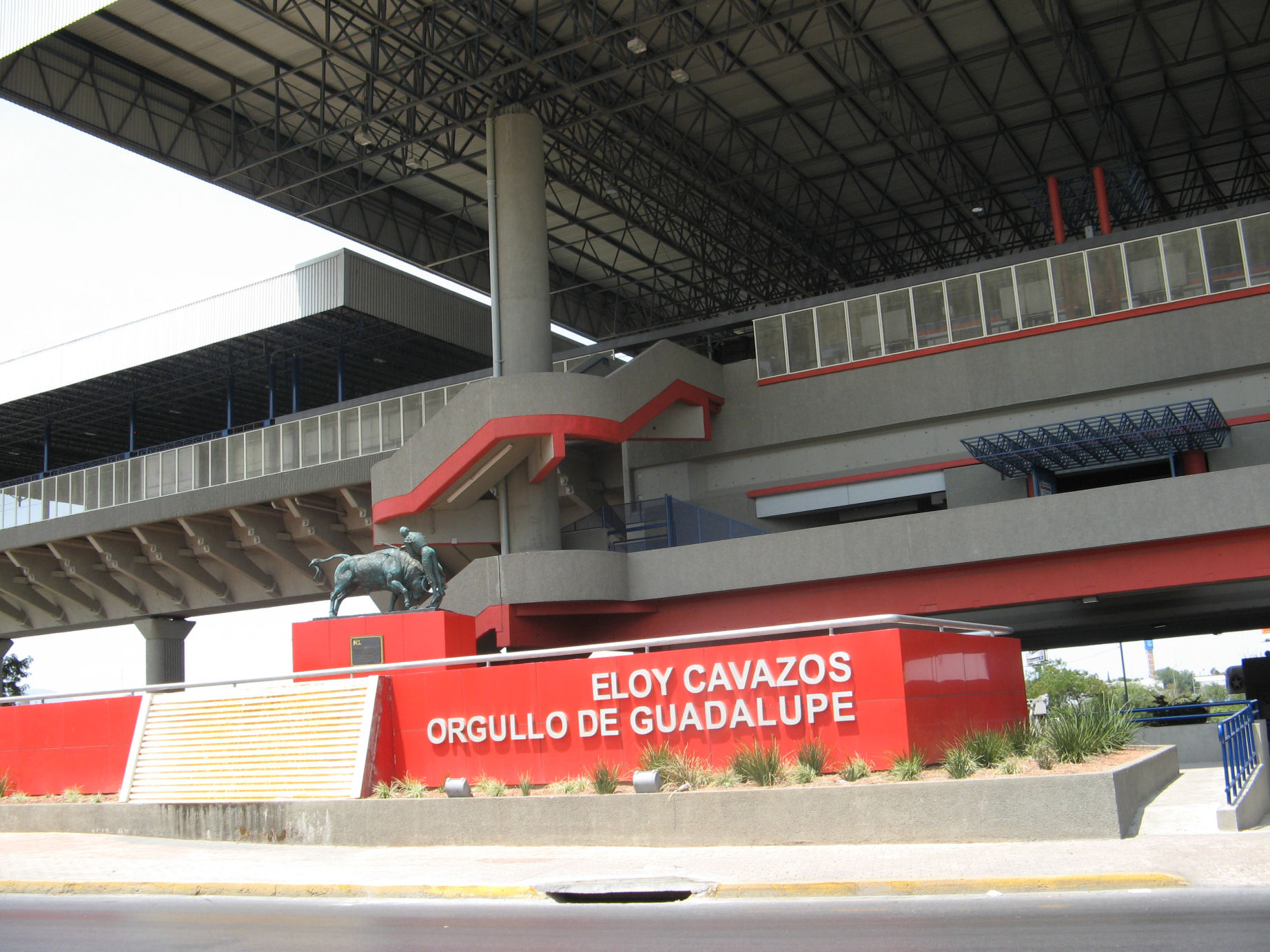
Eloy Cavazos Station
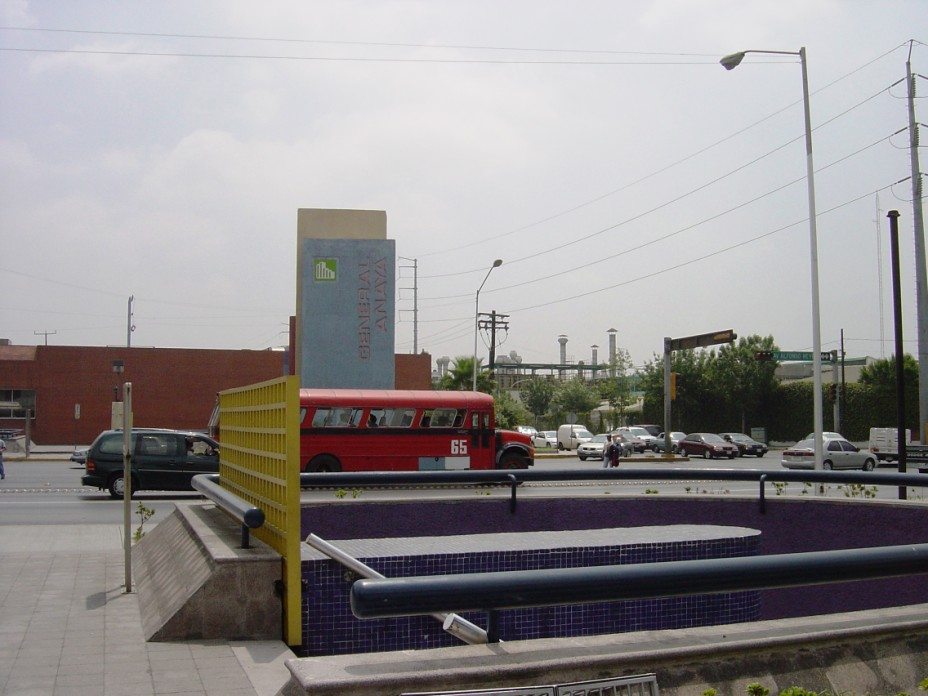
General Anaya station